# Чемпіонат Європи з футболу 2020 (кваліфікаційний раунд, група C)
Жеребкування кваліфікаційного раунду Євро-2020 відбулося 2 грудня 2018 року в Дубліні. До групи C потрапили збірні Нідерландів, Німеччини, Північної Ірландії, Естонії і Білорусі.

## Таблиця
| Поз | Команда           | І | В | Н | П | ГЗ | ГП | РГ  | О  | Кваліфікація                       |     | Німеччина | Нідерланди | Північна Ірландія | Білорусь | Естонія |
| --- | ----------------- | - | - | - | - | -- | -- | --- | -- | ---------------------------------- | --- | --------- | ---------- | ----------------- | -------- | ------- |
| 1   | Німеччина         | 8 | 7 | 0 | 1 | 30 | 7  | +23 | 21 | Кваліфікація до фінального турніру |     | —         | 2:4        | 6:1               | 4:0      | 8:0     |
| 2   | Нідерланди        | 8 | 6 | 1 | 1 | 24 | 7  | +17 | 19 | Кваліфікація до фінального турніру |     | 2:3       | —          | 3:1               | 4:0      | 5:0     |
| 3   | Північна Ірландія | 8 | 4 | 1 | 3 | 9  | 13 | −4  | 13 |                                    |     | 0:2       | 0:0        | —                 | 2:1      | 2:0     |
| 4   | Білорусь          | 8 | 1 | 1 | 6 | 4  | 16 | −12 | 4  |                                    | 0:2 | 1:2       | 0:1        | —                 | 0:0      |         |
| 5   | Естонія           | 8 | 0 | 1 | 7 | 2  | 26 | −24 | 1  |                                    | 0:3 | 0:4       | 1:2        | 1:2               | —        |         |

## Матчі
Матчі Групи C кваліфікаційного раунду Євро-2020 тривали з березня 2019 по листопад 2019.
| 21 березня 2019 20:45 |

| Нідерланди                                      | 4:0      | Білорусь |
| ----------------------------------------------- | -------- | -------- |
| Депай 1', 55' (пен.) Вейналдум 21' ван Дейк 86' | Протокол |          |

| Де Кейп, Роттердам Глядачів: 38,604 Арбітр: Давіде Масса |

| 21 березня 2019 20:45 (19:45 (UTC±0)) |

| Північна Ірландія     | 2:0      | Естонія |
| --------------------- | -------- | ------- |
| Макгінн 56' Девіс 75' | Протокол |         |

| Віндзор Парк, Белфаст Глядачів: 18,176 Арбітр: Іван Бебек |

| 24 березня 2019 20:45 |

| Нідерланди            | 2:3      | Німеччина                     |
| --------------------- | -------- | ----------------------------- |
| де Лігт 48' Депай 63' | Протокол | Сане 15' Гнабрі 34' Шульц 90' |

| Йоган Кройф Арена, Амстердам Глядачів: 51,694 Арбітр: Хесус Хіль Мансано |

| 24 березня 2019 20:45 (19:45 (UTC±0)) |

| Північна Ірландія      | 2:1      | Білорусь     |
| ---------------------- | -------- | ------------ |
| Еванс 30' Магенніс 87' | Протокол | Стасевич 33' |

| Віндзор Парк, Белфаст Глядачів: 18,188 Арбітр: Павел Рачковський |

| 8 червня 2019 18:00 (19:00 (UTC+3)) |

| Естонія      | 1:2      | Північна Ірландія          |
| ------------ | -------- | -------------------------- |
| Васильєв 25' | Протокол | Вашингтон 77' Магенніс 80' |

| А. Ле Кок Арена, Таллінн Арбітр: Фабіо Веріссімо |

| 8 червня 2019 20:45 (21:45 (UTC+3)) |

| Білорусь | 0:2      | Німеччина         |
| -------- | -------- | ----------------- |
|          | Протокол | Сане 13' Ройс 62' |

| Борисов-Арена, Борисов Арбітр: Срдан Йованович |

| 11 червня 2019 20:45 (21:45 (UTC+3)) |

| Білорусь | 0:1      | Північна Ірландія |
| -------- | -------- | ----------------- |
|          | Протокол | Макнейр 86'       |

| Борисов-Арена, Борисов Арбітр: Гаральд Лехнер |

| 11 червня 2019 20:45 |

| Німеччина                                                                         | 8:0      | Естонія |
| --------------------------------------------------------------------------------- | -------- | ------- |
| Ройс 10', 37' Гнабрі 17', 62' Горецка 20' Гюндоган 26' (пен.) Вернер 79' Сане 88' | Протокол |         |

| Опель Арена, Майнц Арбітр: Алі Палабийик |

| 6 вересня 2019 18:00 (19:00 (UTC+3)) |

| Естонія   | 1:2      | Білорусь                |
| --------- | -------- | ----------------------- |
| Сорга 54' | Протокол | Наумов 48' Скавиш 90+2' |

| А. Ле Кок Арена, Таллінн Глядачів: 7,314 Арбітр: Алан Дюрьо |

| 6 вересня 2019 20:45 |

| Німеччина                  | 2:4      | Нідерланди                                        |
| -------------------------- | -------- | ------------------------------------------------- |
| Гнабрі 9' Кроос 73' (пен.) | Протокол | де Йонг 59' Та 66' (аг) Мален 79' Вейналдум 90+1' |

| Фолькспаркштадіон, Гамбург Глядачів: 51 299 Арбітр: Артур Діаш |

| 9 вересня 2019 20:45 (21:45 (UTC+3)) |

| Естонія | 0:4      | Нідерланди                              |
| ------- | -------- | --------------------------------------- |
|         | Протокол | Бабель 17' (47) Депай 76' Вейналдум 87' |

| А. Ле Кок Арена, Таллінн Глядачів: 11,006 Арбітр: Сергій Бойко |

| 9 вересня 2019 20:45 (19:45 (UTC+1)) |

| Північна Ірландія | 0:2      | Німеччина                     |
| ----------------- | -------- | ----------------------------- |
|                   | Протокол | Гальстенберг 48' Гнабрі 90+2' |

| Віндзор Парк, Белфаст Глядачів: 18,326 Арбітр: Даніеле Орсато |

| 10 жовтня 2019 18:00 (19:00 (UTC+3)) |

| Білорусь | 0–0      | Естонія |
| -------- | -------- | ------- |
|          | Протокол |         |

| Динамо, Мінськ Глядачів: 11,300 Арбітр: Рікардо де Бургос |

| 10 жовтня 2019 20:45 |

| Нідерланди                            | 3–1      | Північна Ірландія |
| ------------------------------------- | -------- | ----------------- |
| - Депай 80', 90+4' - Л. де Йонг 90+1' | Протокол | - Магенніс 75'    |

| Феєнорд, Роттердам Глядачів: 41,348 Арбітр: Бенуа Бастьєн |

| 13 жовтня 2019 18:00 (19:00 (UTC+3)) |

| Білорусь     | 1–2      | Нідерланди           |
| ------------ | -------- | -------------------- |
| - Драгун 54' | Протокол | - Вейналдум 32', 41' |

| Динамо, Мінськ Глядачів: 21,639 Арбітр: Анастасіос Сідіропулос |

| 13 жовтня 2019 20:45 (21:45 (UTC+3)) |

| Естонія | 0–3      | Німеччина                        |
| ------- | -------- | -------------------------------- |
|         | Протокол | - Гюндоган 51', 57' - Вернер 71' |

| А. Ле Кок Арена, Таллінн Глядачів: 12,062 Арбітр: Георгі Кабаков |

| 16 листопада 2019 20:45 |

| Німеччина                                   | 4–0      | Білорусь |
| ------------------------------------------- | -------- | -------- |
| - Гінтер 41' - Горецка 49' - Кроос 55', 83' | Протокол |          |

| Боруссія Парк, Менхенгладбах Глядачів: 33,164 Арбітр: Орел Грінфельд |

| 16 листопада 2019 20:45 (19:45 (UTC±0)) |

| Північна Ірландія | 0–0      | Нідерланди |
| ----------------- | -------- | ---------- |
|                   | Протокол |            |

| Віндзор Парк, Белфаст Глядачів: 18,404 Арбітр: Шимон Марциняк |

| 19 листопада 2019 20:45 |

| Німеччина                                                | 6–1      | Північна Ірландія |
| -------------------------------------------------------- | -------- | ----------------- |
| - Гнабрі 19', 47', 60' - Горецка 43', 73' - Брандт 90+1' | Протокол | - Сміт 7'         |

| Коммерцбанк-Арена, Франкфурт-на-Майні Глядачів: 42,855 Арбітр: Карлос дель Серро Гранде |

| 19 листопада 2019 20:45 |

| Нідерланди                                     | 5–0      | Естонія |
| ---------------------------------------------- | -------- | ------- |
| - Вейналдум 6', 66', 79' - Аке 19' - Боаду 87' | Протокол |         |

| Йоган Кройф Арена, Амстердам Глядачів: 50,386 Арбітр: Давіде Масса |

## Бомбардири
Станом на 9 вересня 2019
8 голів
- Серж Гнабрі
- Джорджиніо Вейналдум

6 голів
- Мемфіс Депай

4 голи
- Леон Горецка

3 голи
- Ілкай Гюндоган
- Тоні Кроос
- Марко Ройс
- Лерой Сане
- Джош Магенніс

2 голи
- Тімо Вернер
- Раян Бабель

1 гол
- Станіслав Драгун
- Микита Наумов
- Ігор Стасевич
- Максим Скавиш
- Костянтин Васильєв
- Ерік Сорта
- Юліан Брандт
- Марсель Гальстенберг
- Маттіас Гінтер
- Ніко Шульц
- Натан Аке
- Майрон Боаду
- Вірджіл ван Дейк
- Люк де Йонг
- Френкі де Йонг
- Маттейс де Лігт
- Доніелл Мален
- Конор Вашингтон
- Стівен Девіс
- Джонні Еванс
- Наялл Макгінн
- Патрік Макнейр
- Майкл Сміт